# Abraeinae
Abraeinae (лат.) — подсемейство жуков из семейства карапузиков. В ископаемом состоянии известно из бирманского янтаря.

## Описание
Усики расположены на самом крае лба, часто в особой выемке этого края. Надкрылья без дорсальной бороздок или только со следами их. Тело овальной или цилиндрической формы, маленькое.

## Систематика
Неофициально подсемейство описывали как отдельное семейство Microhisteridae.
- Abraeinae
  - Триба: Abraeini MacLeay, 1819
    - Род: Abraeus
    - Род: Chaetabraeus
    - Род: Macroabraeus
    - Род: Spelaeabraeus

  - Триба: Acritini Wenzel, 1944
    - Род: Abaeletes
    - Род: Acritodes
    - Род: Acritus
    - Род: Aeletes
    - Род: Aeletodes
    - Род: Anophtaeletes
    - Род: Halacritus
    - Род: Iberacritus
    - Род: Mascarenium
    - Род: Spelaeacritus
    - Род: Therondus

  - Триба: Acritomorphini Wenzel 1944
    - Род: Acritomorphus

  - Триба: Plegaderini Portevin 1929
    - Род: Eubrachium
    - Род: Phloeolister
    - Род: Plegaderus

  - Триба: †Pantostictini Zhou et al., 2020
    - Род: †Pantostictus

  - Триба: Teretriini Bickhardt 1914
    - Род: Stenopleurum
    - Род: Teretriosoma
    - Род: Teretrius
    - Род: Trypolister
    - Род: Xiphonotus